# Szóljatok a köpcösnek! – A sorozat
A Szóljatok a köpcösnek! – A sorozat (eredeti cím: Get Shorty) 2017 és 2019 között futott amerikai televíziós sorozat, ami Elmore Leonard azonos című regényén alapul. A műsor alkotója Davey Holmes, a történet pedig egy bűnözőről szól, aki ott akarja hagyni korábbi életmódját, hogy a filmvilágban helyezkedjen el. A főbb szereplők közt megtalálható Chris O’Dowd, Ray Romano, Sean Bridgers, Carolyn Dodd és Lidia Porto.
A sorozatot az Amerikai Egyesült Államokban az Epix adta 2017. augusztus 13. és 2019. november 17. között. Magyarországon a Cinemax mutatta be 2019. szeptember 14-én.

## Cselekmény
A történet főszereplője Miles Daly, egy nevadai bűnözőcsoport embere, aki viszont a lánya, Emma érdekében ki akar szállni az egészből. Los Angelesbe érkezvén aztán egy b kategóriás filmekkel foglalkozó producer, Rick Moreweather mellé szegődik be társul, aki segít neki eligazodni Hollywood útvesztőiben. Azonban Miles hiába hagyta maga mögött régi életét, régi társai követik őt Los Angelesbe.

## Szereplők
| Szereplő           | Színész         | Magyar hang         |
| ------------------ | --------------- | ------------------- |
| Miles Daly         | Chris O’Dowd    | Király Attila       |
| Rick Moreweather   | Ray Romano      | Kárpáti Levente     |
| Emma Daly          | Carolyn Dodd    | Károlyi Lili        |
| Yago               | Goya Robles     | Seszták Szabolcs    |
| Ed                 | Isaac Keys      | Bognár Tamás        |
| Louis Darnel       | Sean Bridgers   | Varga Gábor         |
| Amara de Escalones | Lidia Porto     | Zsurzs Kati         |
| Katie Dal          | Lucy Walters    | Kis-Kovács Luca     |
| April Quinn        | Megan Stevenson | Majsai-Nyilas Tünde |
| Gladys             | Sarah Stiles    | Csifó Dorina        |

## Epizódok

### Évados áttekintés
| Évad | Évad | Epizódok | Eredeti sugárzás    | Eredeti sugárzás   | Eredeti adó | Magyar sugárzás      | Magyar sugárzás    | Magyar adó |
| Évad | Évad | Epizódok | Évadpremier         | Évadfinálé         | Eredeti adó | Évadpremier          | Évadfinálé         | Magyar adó |
| ---- | ---- | -------- | ------------------- | ------------------ | ----------- | -------------------- | ------------------ | ---------- |
|      | 1    | 10       | 2017. augusztus 13. | 2017. október 8.   | Epix        | 2019. szeptember 14. | 2019. november 16. | Cinemax    |
|      | 2    | 10       | 2018. augusztus 12. | 2018. október 7.   | Epix        | 2019. november 23.   | 2020. január 25.   | Cinemax    |
|      | 3    | 7        | 2019. október 6.    | 2019. november 17. | Epix        | 2020. február 1.     | 2020. március 14.  | Cinemax    |

### 1. évad (2017)
| Sor. | Év. | Cím                   | Rendező                  | Író                          | Premier                                  |
| ---- | --- | --------------------- | ------------------------ | ---------------------------- | ---------------------------------------- |
| 1.   | 1.  | The Pitch             | Allen Coulter            | Davey Holmes                 | 2017. augusztus 13. 2019. szeptember 14. |
| 2.   | 2.  | Sins of a Chambermaid | Colin Bucksey            | Davey Holmes                 | 2017. augusztus 13. 2019. szeptember 21. |
| 3.   | 3.  | The Yips              | Adam Arkin               | Dan Nowak                    | 2017. augusztus 20. 2019. szeptember 28. |
| 4.   | 4.  | From Stamos With Love | Daisy von Scherler Mayer | John Stuart Newman           | 2017. augusztus 27. 2019. október 5.     |
| 5.   | 5.  | A Man of Letters      | Ed Bianchi               | Davey Holmes, Laura Jacqmin  | 2017. szeptember 3. 2019. október 12.    |
| 6.   | 6.  | Epinephrine           | Ed Bianchi               | Jennifer Hoppe, Nancy Fichma | 2017. szeptember 10. 2019. október 19.   |
| 7.   | 7.  | Grace Under Pressure  | Dan Attias               | Davey Holmes, John Newman    | 2017. szeptember 17. 2019. október 26.   |
| 8.   | 8.  | Shot on Location      | Dan Attias               | Laura Jacqmin                | 2017. szeptember 24. 2019. november 2.   |
| 9.   | 9.  | Turnaround            | Adam Arkin               | Davey Holmes                 | 2017. október 1. 2019. november 9.       |
| 10.  | 10. | Blue Pages            | Adam Arkin               | Davey Holmes                 | 2017. október 8. 2019. november 16.      |

### 2. évad (2018)
| Sor. | Év. | Cím                                             | Rendező                  | Író                            | Premier                                |
| ---- | --- | ----------------------------------------------- | ------------------------ | ------------------------------ | -------------------------------------- |
| 11.  | 1.  | And What Have We Learned?                       | Adam Arkin               | Davey Holmes                   | 2018. augusztus 12. 2019. november 23. |
| 12.  | 2.  | Pest Control                                    | Adam Arkin               | Etan Frankel                   | 2018. augusztus 12. 2019. november 30. |
| 13.  | 3.  | Selenite                                        | Daisy von Scherler Mayer | Laura Jacqmin                  | 2018. augusztus 19. 2019. december 7.  |
| 14.  | 4.  | We'll Let You Know                              | Daisy von Scherler Mayer | Hiram Martinez                 | 2018. augusztus 26. 2019. december 14. |
| 15.  | 5.  | Fifteen to Thirty Minutes (Depending on Weight) | Adam Arkin               | Davey Holmes, Alex Carmedelle  | 2018. szeptember 2. 2019. december 21. |
| 16.  | 6.  | Unlimited (Limited)                             | Adam Arkin               | Laura Jacqmin                  | 2018. szeptember 9. 2019. december 28. |
| 17.  | 7.  | Banana Split                                    | So Yong Kim              | Hiram Martinez                 | 2018. szeptember 16. 2020. január 4.   |
| 18.  | 8.  | Curtains                                        | So Yong Kim              | Etan Frankel                   | 2018. szeptember 23. 2020. január 11.  |
| 19.  | 9.  | Safe Space                                      | Adam Arkin               | Laura Jacqmin, Alex Carmedelle | 2018. szeptember 30. 2020. január 18.  |
| 20.  | 10. | Pickle                                          | Adam Arkin               | Davey Holmes                   | 2018. október 7. 2020. január 25.      |

### 3. évad (2019)
| Sor. | Év. | Cím                                | Rendező              | Író                           | Premier                              |
| ---- | --- | ---------------------------------- | -------------------- | ----------------------------- | ------------------------------------ |
| 21.  | 1.  | What To Do When You Land           | Adam Arkin           | Davey Holmes                  | 2019. október 6. 2020. február 1.    |
| 22.  | 2.  | Dark Roast, Oat Milk, Two Splendas | Adam Arkin           | Laura Jacqmin                 | 2019. október 13. 2020. február 8.   |
| 23.  | 3.  | Strong Move                        | Eric Galileo Tignini | Hiram Martinez                | 2019. október 20. 2020. február 15.  |
| 24.  | 4.  | What Else Did God Say?             | Davey Holmes         | Alex Carmedelle               | 2019. október 27. 2020. február 22.  |
| 25.  | 5.  | The Stick                          | Davey Holmes         | Davey Holmes                  | 2019. november 3. 2020. február 29.  |
| 26.  | 6.  | Tomorrow They Light Me On Fire     | Adam Arkin           | Laura Jacqmin, Hiram Martinez | 2019. november 10. 2020. március 7.  |
| 27.  | 7.  | Should Not Throw Stones            | Adam Arkin           | Davey Holmes, Alex Carmedelle | 2019. november 17. 2020. március 14. |